# Stalowy świt
Stalowy świt (org. Steel Dawn) – amerykański film z gatunku fantastyki postapokaliptycznej z 1987 roku w reżyserii Lance'a Hoola.

## Opis fabuły
Świat po globalnym konflikcie, który przyniósł totalne zniszczenie cywilizacji na ziemi a niedobitki zmusił do egzystencji w prymitywnych warunkach. Bliżej nieznany wojownik imieniem Nomad wędrując przez pustynię natrafia na enklawę, którą zarządza piękna Kasha. W zamian za wikt i utrzymanie przyjmuje jej ofertę pracy na roli. Farma jest niedużą oazą położoną w dolinie, którą chce przejąć duży posiadacz ziemski Damnil. Kasha nie chce do tego dopuścić – pragnie uczynić dolinę żyzną ziemią, pełną upraw i pracujących na nich ludzi. W walce przeciwko Damnilowi i jego zbirom posiada ważny argument – wodę tj. jej olbrzymi, podziemny zbiornik do którego wejście znajduje się pod jej farmą. Damnil chce za wszelką cenę wyrugać z doliny Kashę i przejąć jej ziemie (chociaż nic nie wie o wodzie). W obronie kobiety staje Nomad, który do perfekcji opanował sztukę walki wręcz i świetnie włada mieczem. Aby go pokonać Damnil najmuje innego wojownika, (nota bene współtowarzysza Nomada z bliżej nieokreślonej, elitarnej jednostki zwanej "gwardią") imieniem Sho. Ten, w pierwszym starciu rani Nomada i porywa syna Kashi Juxa, zabija również jej administratora – Tarka. Zdesperowana Kasha udaje się do siedziby Damnila z prośbą o uwolnienie chłopca. W zamian za to obiecuje wyjawić sekret wody. Damnil jest jednak panem sytuacji – pod groźbą zabicia chłopca zmusza Kashę do wyjawienia sekretu. Jednak wkrótce potem, zdesperowana kobieta grożąc Damnilowi nożem umożliwia małemu ucieczkę. Obezwładnia ją jednak przebiegły Sho. Za chłopcem wyrusza pościg zbirów Damnila. Wtedy zjawia się Nomad, który ratuje chłopca z opresji, po krwawym pojedynku zabija Sho, a następnie Damnila. Wszyscy powracają do enklawy, gdzie właśnie rozpoczyna się nawadnianie ziemi powodujące rozkwit życia w całej dolinie. Pomimo próśb Kashi i jej synka Nomad nie chce pozostać w enklawie i wyrusza w dalszą wędrówkę.

## Obsada aktorska
- Patrick Swayze – Nomad
- Lisa Niemi – Kasha
- Anthony Zerbe – Damnil
- Brion James – Tark
- Christopher Neame – Sho
- John Fujioka – Cord
- Brett Hool – Jux
- Marcel Van Heerden – Lann
- Arnold Vosloo – Makker

i inni. 